# Niederrodenbach
Niederrodenbach ist einer der beiden Ortsteile der Gemeinde Rodenbach im hessischen Main-Kinzig-Kreis.

## Geographie
Niederrodenbach liegt in der Nähe von Hanau, etwa 20 km östlich von Frankfurt am Main am Rande des Vorspessarts auf einer Höhe von ca. 120 m über NN. an der Lache, auch „Rodenbach“ genannt.
Westlich des Ortes verläuft die Landesstraße 3269 und nördlich die Bundesautobahn 66. Durch den Ort führt die Kreisstraße 861. Zwischen Autobahn und Ort liegt die Bahnstrecke Frankfurt–Göttingen. In Niederrodenbach befindet sich der Bahnhof der Gemeinde Rodenbach.

## Geschichte

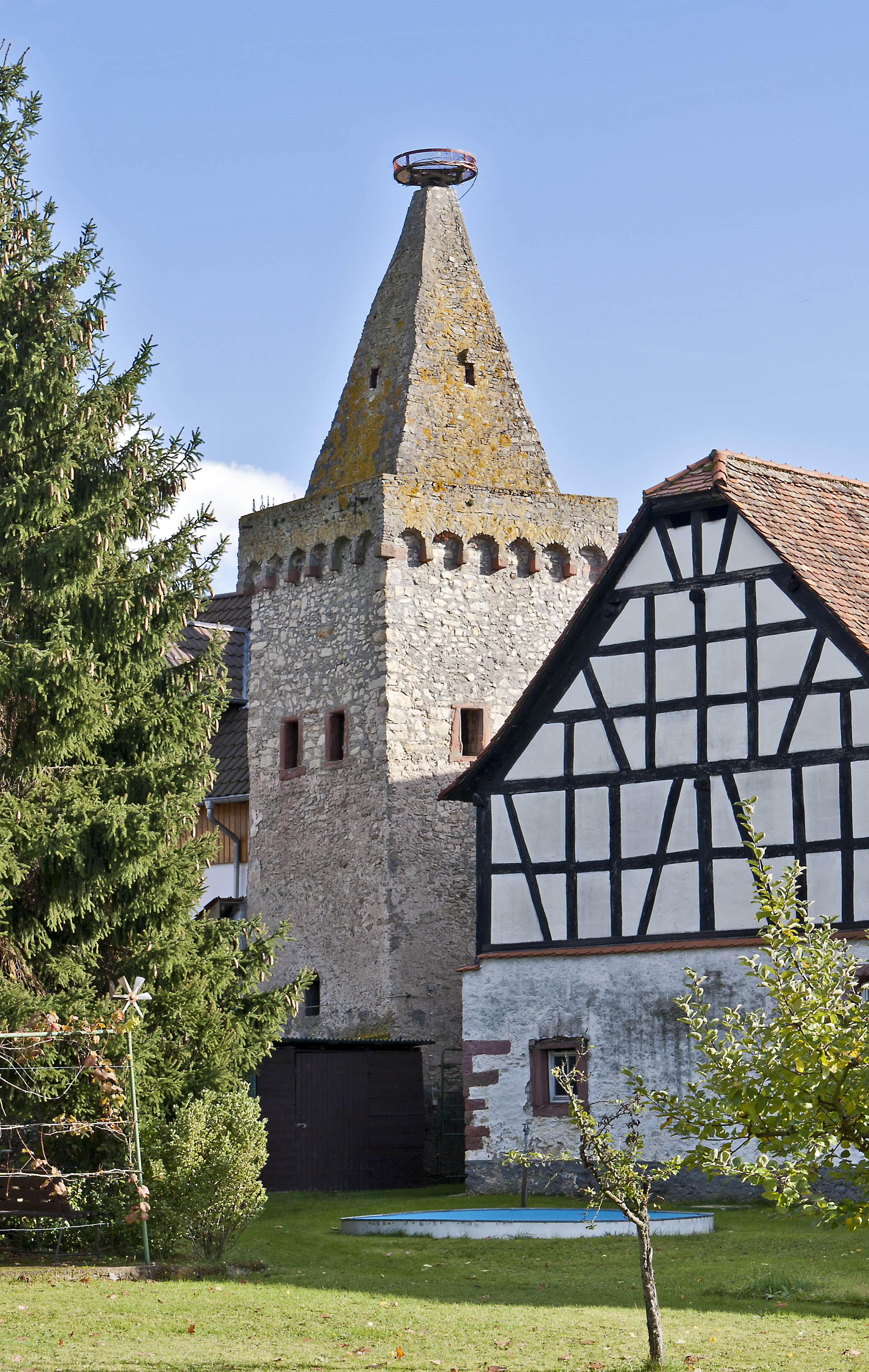
Der Wehrturm

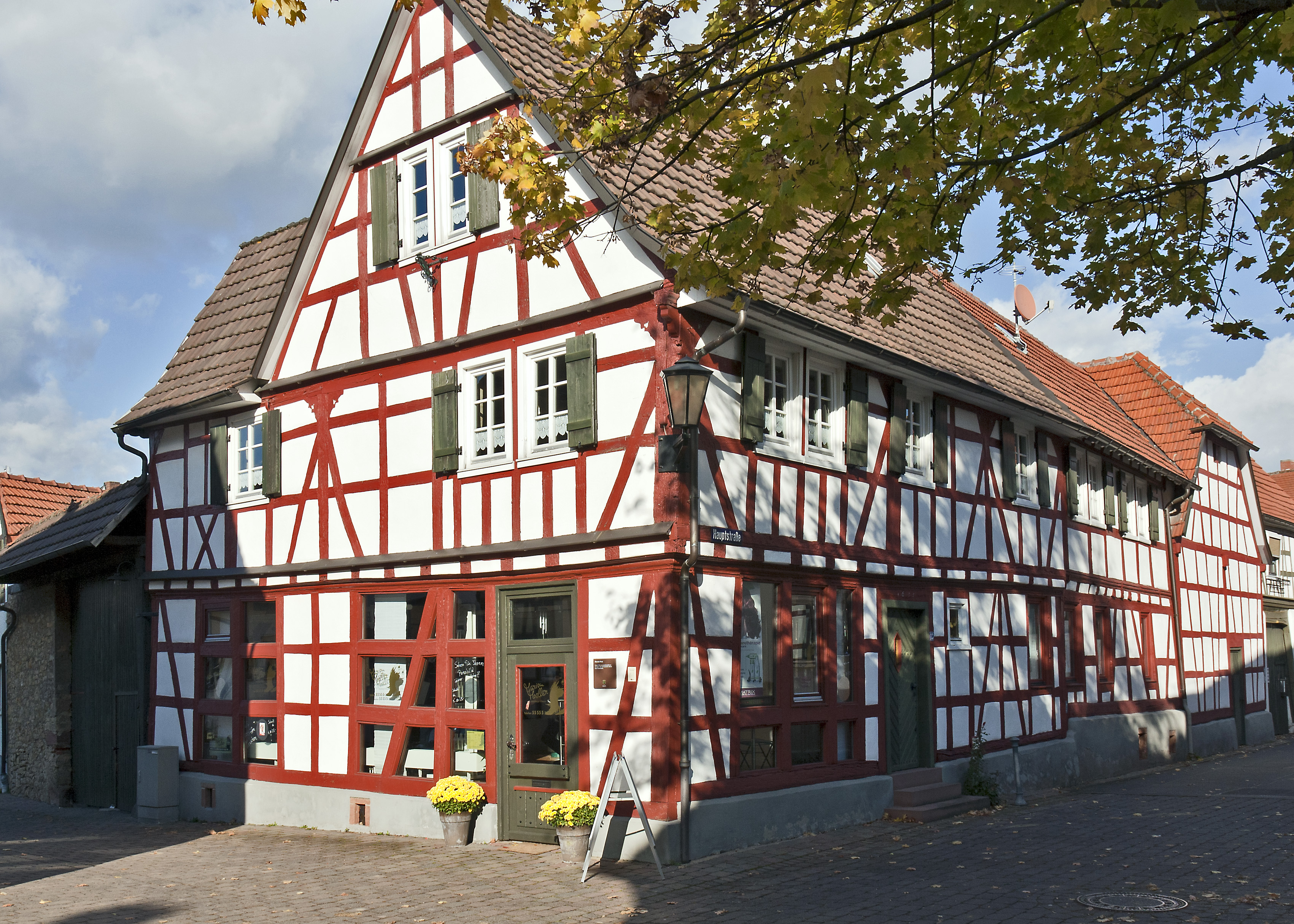
Das vermutlich älteste Haus, erbaut 1605

### Ersterwähnungen
Die älteste erhaltene urkundliche Erwähnung des Ortes stammt aus dem Jahr 1025: Ein Adeliger namens Ruogger tauscht mit dem Kloster Fulda seine Besitzungen in Somborn, heute Gemeinde Freigericht, Rodenbach und Seligenstadt gegen Besitz in Liudolfesmünster und Seelheim.
Weitere gesicherte Erwähnungen Rodenbachs liegen dann erst wieder für das 13. Jahrhundert vor. So werden in einer Gerichtsakte aus dem Jahr 1222 „Männer in Rodinbach“ in einem Streit um die Güter des Mainzer Stephansstift im Hanauer Wald erwähnt. Der Rückinger Ritter Gerhard Ruschebusch machte den Mainzer Stiftsherrn ihre Güter dort streitig, verlor aber den Prozess.
1241 wird zum ersten Mal eine Rodenbacher Kapelle erwähnt. Ein Geistlicher namens Bruno, der als Pfarrer an der Kirche in Großkrotzenburg tätig war, klagte gegen Reinhard I. von Hanau, um das Patronatsrecht der Kapelle. Dieses forderte Bruno für sich ein, da die Rodenbacher Kapelle nur eine Filiale der Großkrotzenburger Kirche sei. Der Herr von Hanau hingegen verwies darauf, dass schon seine Vorfahren das Patronatsrecht besessen hätten und daher dieses Recht bei ihm liege. Das Gericht schloss sich dieser Argumentation an und wies die Klage Brunos ab.
1337 findet sich dann ein Hinweis auf die erste Rodenbacher Kirche. Es ist das Fragment eines Ablassbriefes für eine Michaelskirche. Nicht geklärt ist, ob es sich bei der 1337 erwähnten Michaelkirche um das gleiche Gebäude handelt, das in der Urkunde von 1241 erwähnt wird. In vorreformatorischer Zeit war kirchliche Mittelbehörde für Niederrodenbach das Archidiakonat St. Peter und Alexander in Aschaffenburg, Landkapitel Rodgau.

### Unterscheidung von Nieder- und Oberrodenbach
Die Quellen des 13. und 14. Jahrhunderts geben keinen Hinweis darauf, ob Rodenbach schon immer aus zwei Dörfern bestand. Die älteste bezeugte Unterscheidung zwischen Nieder- und Oberrodenbach findet sich in einem Verzeichnis der Einkünfte der Pfarrkirche Langendiebach, heute: Gemeinde Erlensee, von 1338. Die weitere Entwicklung zeigt, dass im 14./15. Jahrhundert die Stellung des Mainzer Petersstifts in Oberrodenbach immer stärker wurde, während Niederrodenbach deutlich im Einflussbereich der Herren von Hanau lag und bei Ausbildung der Landeshoheit im späten Mittelalter in der Herrschaft Hanau aufging. Hier gehörte es zum Amt Büchertal. 1429 wurde aus der Herrschaft die Grafschaft Hanau, bei der Landesteilung 1458 fielen das Amt Büchertal mit Niederrodenbach an die Grafschaft Hanau-Münzenberg.

### Historische Namensformen
In erhaltenen Urkunden wurde Niederrodenbach unter den folgenden Namen erwähnt (in Klammern das Jahr der Erwähnung):
- Rodunbach (1025)
- Rodinbach (1222)
- Rotenbach (1241)
- Rodenbach inferior (1338)
- Nydir Rodenbach (1344)

### Der große Brand von 1493 und die jüdische Gemeinde
1493 wütete im Dorf ein großer Brand, der viele Opfer verursachte. Neben zahlreichen Wohnhäusern wurde auch die Kirche samt Inventar zerstört. Unter den Opfern befanden sich auch drei jüdische Männer und sieben jüdische Frauen. Dies ist der älteste Nachweis für Menschen jüdischen Glaubens, die in Niederrodenbach lebten. Nicht bekannt ist, ob sie damals auch eine jüdische Gemeinde bildeten. Hinweise auf jüdische Familien finden sich in Quellen aus den folgenden Jahrhunderten immer wieder.

### Reformation und Schule

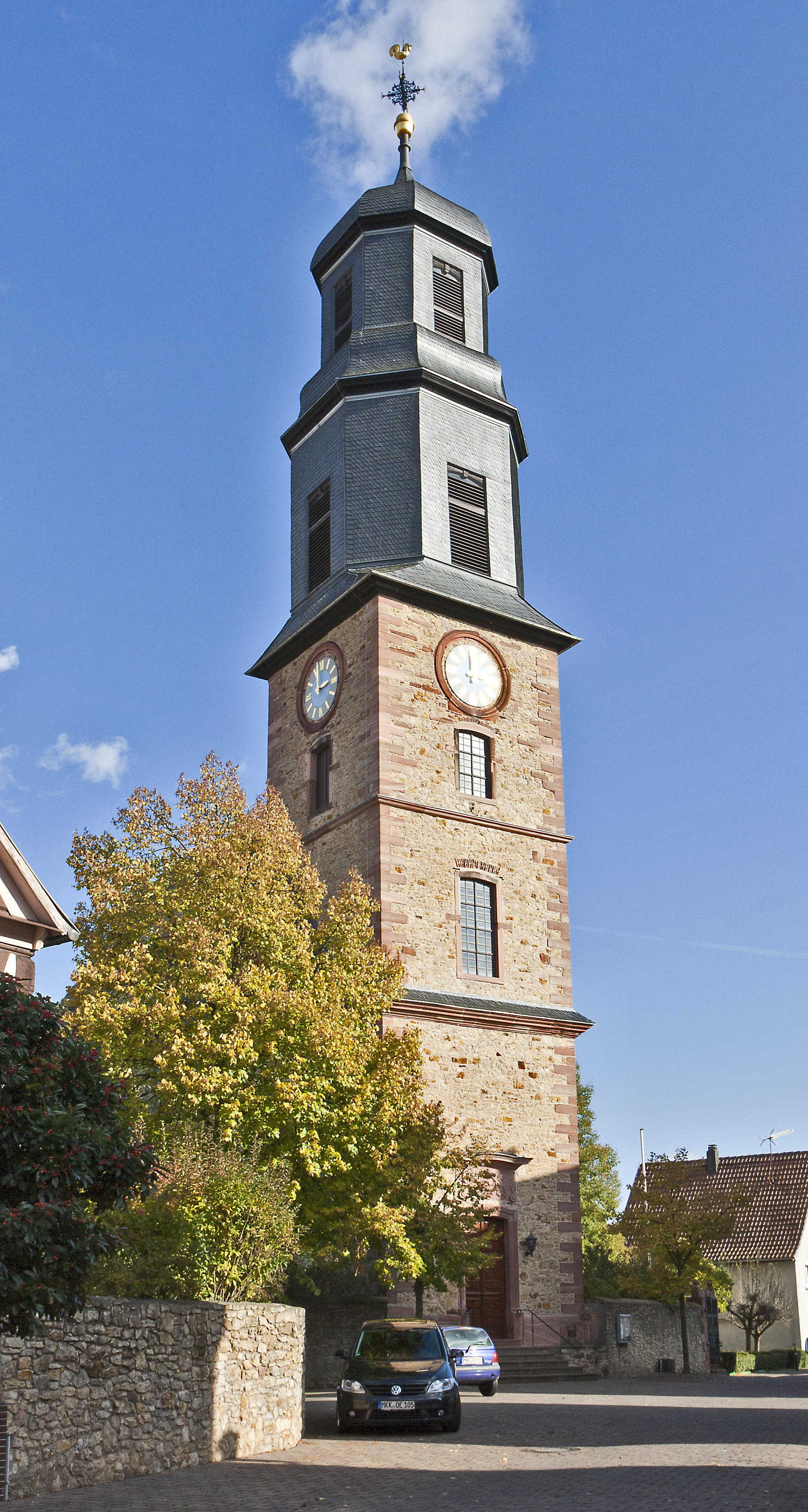
Evangelische Kirche

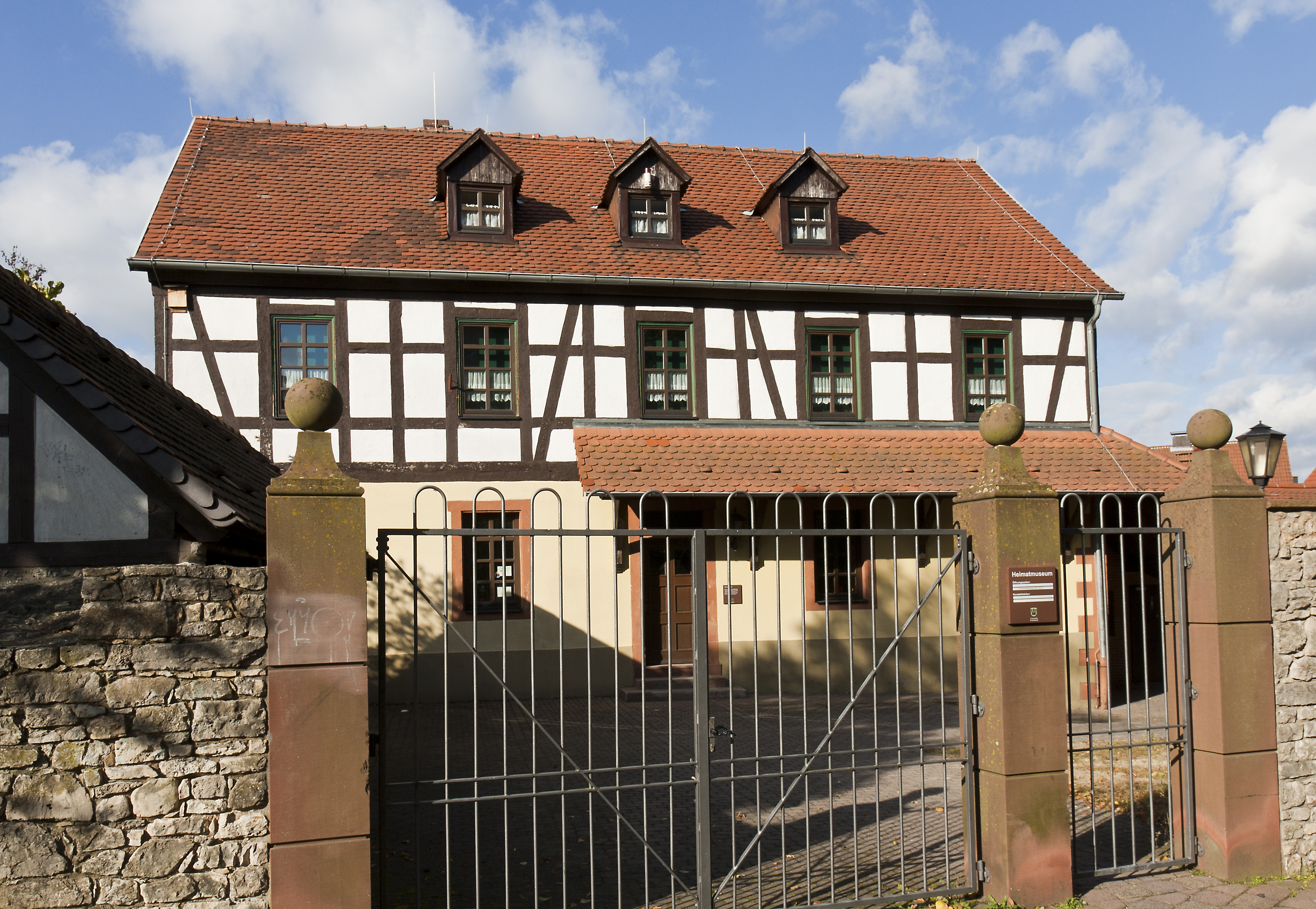
Heimatmuseum

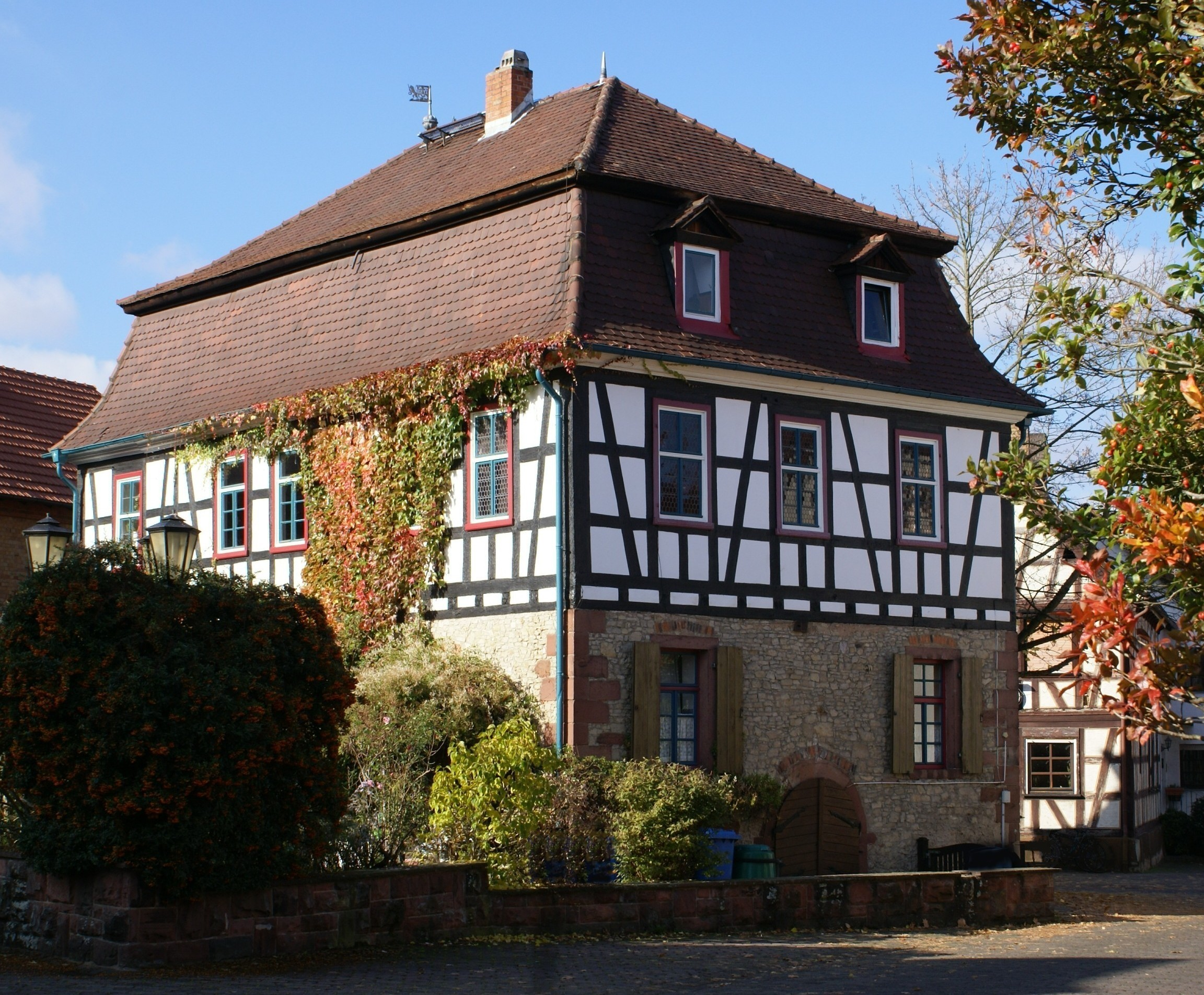
Altes Rathaus

1525 und endgültig 1527 zerstörten Rodenbacher Bauern das 1468 gegründete Kloster Wolfgang, heute eine Ruine. Die Bewegung war Teil des Bauernkriegs.
Die Einführung der Reformation in Niederrodenbach lässt sich mit der Berufung des Pfarrers Michael Weinbrenner 1527 ansetzen, der hier bis 1565 tätig war. Weinbrenner schloss sich – wie viele andere Pfarrer der Grafschaft Hanau – der lutherischen Reformation an. Damit verbunden war auch die Gründung einer Dorfschule. Für Niederrodenbach gibt es erste Hinweise, dass dies um geschah: Ab diesem Jahr zahlte Niederrodenbach „auf Martini“ nicht mehr den bislang jährlich entrichteten Gulden „für den Schulmeister in Hanau“. Die erste richtige Dorfschule ist dann um 1600 nachweisbar, der älteste erhaltene Hinweis auf den Dorfschulmeister stammt von 1599.
In einer „zweiten Reformation“, wurde die Konfession der Grafschaft Hanau-Münzenberg erneut gewechselt: Graf Philipp Ludwig II. verfolgte ab 1597 eine entschieden reformierte Kirchenpolitik. Er machte vom Jus reformandi, seinem Recht als Landesherr Gebrauch, die Konfession seiner Untertanen zu bestimmen, und setzte dies für die Grafschaft weitgehend als verbindlich durch. Bis zu diesem Zeitpunkt war die Oberrodenbacher Gemeinde noch eine Filiale der Niederrodenbacher Pfarrei und somit auch lutherisch. Für kurze Zeit wurde die Gemeinde Oberrodenbach dann zum  römisch-katholischen Somborn umgepfarrt, wenig später aber in die ebenfalls römisch-katholische Großkrotzenburger Pfarrei. Damit trennte die beiden Dörfer eine Konfessionsgrenze. Die Kirchengemeinde in Niederrodenbach gehörte nun zur „Klasse“ (Dekanat) Büchertal. Oberste Kirchenbehörde war das Konsistorium in Hanau.
Nachdem die Grafschaft Hanau seit 1642 von dem lutherischen Grafen Friedrich Casimir regiert wurde, entstand ab 1686 wieder eine kleine lutherische Kirchengemeinde. Ab 1689 verfügte sie auch über einen eigenen Kirchen- und Schulraum in der ehemaligen landesherrlichen Oberförsterei in der heutigen Kirchstraße 4. Mit der Hanauer Union von 1818 ging diese Gemeinde in der größeren reformierten Gemeinde auf.

### Neuzeit
Nach dem Tod des letzten Hanauer Grafen, Johann Reinhard III., 1736 erbte Landgraf Friedrich I. von Hessen-Kassel aufgrund eines Erbvertrages aus dem Jahr 1643 die Grafschaft Hanau-Münzenberg und damit auch das Amt Büchertal und Niederrodenbach. 1803 wurde die Landgrafschaft Hessen-Kassel zum Kurfürstentum Hessen erhoben. Während der napoleonischen Zeit stand das Amt Büchertal ab 1806 unter französischer Militärverwaltung, gehörte 1807–1810 zum Fürstentum Hanau und von 1810 bis 1813 zum Großherzogtum Frankfurt, Departement Hanau. Anschließend fiel es wieder an das Kurfürstentum Hessen zurück. Nach der Verwaltungsreform des Kurfürstentums Hessen von 1821 im Rahmen derer Kurhessen in vier Provinzen und 22 Kreise eingeteilt wurde, ging das Amt Büchertal im neu gebildeten Kreis Hanau auf.

### Wassermühle
In Niederrodenbach gab es mitten in der Ortslage eine Wassermühle die ihr Wasser über einen vom Rodenbach abzweigenden Betriebsgraben erhielt. Sie wurde um 1928 stillgelegt.

### Gebietsreform
Im Zuge der Gebietsreform in Hessen fusionierten zum 1. März 1970 die beiden bis dahin selbstständigen Gemeinden Nieder- und Oberrodenbach freiwillig zur neuen Gemeinde Rodenbach.
Ortsbezirke nach der Hessischen Gemeindeordnung wurden nicht errichtet.

### Bevölkerung
Einwohnerentwicklung
Belegte Einwohnerzahlen sind:
- 1632: 0.060 Familien
- 1634: 077 Haushaltungen
- 1707: 062 Familien
- 1754: 103 Familien = 97 Haushaltungen und 6 Juden, zusammen 479 Einwohner
- 1812: 104 Feuerstellen, 596 Seelen[1]

| Niederrodenbach: Einwohnerzahlen von 1812 bis 2019 | Niederrodenbach: Einwohnerzahlen von 1812 bis 2019 | Niederrodenbach: Einwohnerzahlen von 1812 bis 2019 | Niederrodenbach: Einwohnerzahlen von 1812 bis 2019 | Niederrodenbach: Einwohnerzahlen von 1812 bis 2019 |
| --- | -------------------------------------------------- | -------------------------------------------------- | -------------------------------------------------- | -------------------------------------------------- |
| Jahr |                                                    |                                                    |                                                    | Einwohner                                          |
| 1812 | 1812                                               |                                                    | 596                                                | 596                                                |
| 1834 | 1834                                               |                                                    | 843                                                | 843                                                |
| 1840 | 1840                                               |                                                    | 901                                                | 901                                                |
| 1846 | 1846                                               |                                                    | 845                                                | 845                                                |
| 1852 | 1852                                               |                                                    | 868                                                | 868                                                |
| 1858 | 1858                                               |                                                    | 832                                                | 832                                                |
| 1864 | 1864                                               |                                                    | 827                                                | 827                                                |
| 1871 | 1871                                               |                                                    | 885                                                | 885                                                |
| 1875 | 1875                                               |                                                    | 913                                                | 913                                                |
| 1885 | 1885                                               |                                                    | 1.016                                              | 1.016                                              |
| 1895 | 1895                                               |                                                    | 1.129                                              | 1.129                                              |
| 1905 | 1905                                               |                                                    | 1.395                                              | 1.395                                              |
| 1910 | 1910                                               |                                                    | 1.540                                              | 1.540                                              |
| 1925 | 1925                                               |                                                    | 1.767                                              | 1.767                                              |
| 1939 | 1939                                               |                                                    | 2.063                                              | 2.063                                              |
| 1946 | 1946                                               |                                                    | 2.877                                              | 2.877                                              |
| 1950 | 1950                                               |                                                    | 3.048                                              | 3.048                                              |
| 1956 | 1956                                               |                                                    | 3.216                                              | 3.216                                              |
| 1961 | 1961                                               |                                                    | 3.517                                              | 3.517                                              |
| 1967 | 1967                                               |                                                    | 4.622                                              | 4.622                                              |
| 1970 | 1970                                               |                                                    | 5.238                                              | 5.238                                              |
| 1980 | 1980                                               |                                                    | ?                                                  | ?                                                  |
| 1990 | 1990                                               |                                                    | ?                                                  | ?                                                  |
| 2000 | 2000                                               |                                                    | ?                                                  | ?                                                  |
| 2011 | 2011                                               |                                                    | 8.739                                              | 8.739                                              |
| 2014 | 2014                                               |                                                    | 8.750                                              | 8.750                                              |
| 2019 | 2019                                               |                                                    | 8.852                                              | 8.852                                              |
| Datenquelle: Historisches Gemeindeverzeichnis für Hessen: Die Bevölkerung der Gemeinden 1834 bis 1967. Wiesbaden: Hessisches Statistisches Landesamt, 1968. Weitere Quellen: LAGIS; Gemeinde Rodenbach:; Zensus 2011 |                                                    |                                                    |                                                    |                                                    |

Religionszugehörigkeit
 Quelle: Historisches Ortslexikon
| • 1885: | 939 evangelische (= 92,97 %), 43 katholische (= 2,77 %) Einwohner    |
| • 1961: | 2727 evangelische (= 77,54 %), 691 katholische (= 19,56 %) Einwohner |

## Ortsbild
Der Ortskern von Niederrodenbach besteht überwiegend aus Fachwerkhäusern des 17. und 18. Jahrhunderts. Historisch bedeutsam ist
- die Evangelische Kirche (erbaut 1763–1765) mit ihrem regelmäßigen geometrischen Grundriss, einem Turm mit ungewöhnlich hohem Haubenhelm (Turmhöhe insgesamt ca. 48 m) und zwei Glasfenstern von Hilde Ferber.
- das Heimatmuseum und die Gemeindebücherei befinden sich direkt neben der Kirche (Kirchstraße 9). Das 1984 sanierte Gebäude des Heimatmuseums wurde 1717 für den Schultheißen Doll erbaut. Danach war es 100 Jahre lang Sitz der Oberförsterei. Von 1835 bis 1877 wurde es von der Gemeinde als Schulhaus und danach als Wohnhaus genutzt.
- der Rundweg durch das historische Rodenbach mit insgesamt 19 Stationen. Er beginnt am ehemaligen Rathaus, einem 1737–1738 erbauten freistehenden Fachwerkbau auf steinernem Fundament.

## Wappen
Blasonierung: „In Gold eine grüne Blätterkrone mit roten Steinen.“
Das Wappen wurde der Gemeinde Niederrodenbach im damaligen Landkreis Hanau am 30. Oktober 1961 durch das Hessische Innenministerium genehmigt. Gestaltet wurde es durch den Bad Nauheimer Heraldiker Heinz Ritt.
Die Krone stammt aus einem Niederrodenbacher Gerichtssiegel des 18. Jahrhunderts, das wahrscheinlich 1755 eingeführt wurde aber schon vorher als Ortszeichen in Gebrauch war.
Das Wappen wurde nach dem Zusammenschluss mit Oberrodenbach von der neuen Gemeinde Rodenbach übernommen.

## Persönlichkeiten
- Heinrich Schöpf (1809–1879), Bürgermeister und Mitglied der kurhessischen Ständeversammlung